# Ивана Нешовић
Ивана Нешовић (Београд, 23. јул 1988) je српска одбојкашица, тренутно члан јапанског клуба Дензо Ербиз. Игра на позицији коректора. Такође је и повремени члан женске одбојкашке репрезентације Србије. Висока је 190 cm а тешка 80 kg.

## Каријера
Професионалну каријеру је започела 2003. у Црвеној звезди где је исте сезоне са клубом освојила национално првенство. Током боравка у Црвеној звезди три године је била капитен и проглашена је за најталентованију младу играчицу. Чланица Црвене звезде је била све до 2010. када је након успешне сезоне и освојеног националног првенства и купа потписала уговор са италијанским клубом Асистел.
Сезону 2010/11 је провела у Асистелу из Новаре, а следеће пола сезоне је играла за Соверато са југа Италије. Почетком 2012. напушта Италију и одлази у јужнокорејски клуб Сеонгнам КЕЦ. После полусезоне у корејском Сеонгнаму, Ивана је потписала уговор са јапанском екипом Дензо Ербиз где тренутно наступа.

## Клупски трофеји
- Првенство Србије и Црне Горе (2003/2004)
- Првенство Србије (2009/2010)
- Куп Србије (2010)

## Индивидуална признања
- 2008. - Најбоља одбојкашица Винер штедише лиге за месец октобар
- 2012. - Најбоља играчица у Јужној Кореји за месец фебруар

## Приватни живот
Ивана Нешовић је праунука Смиљане Смиље Котур, српске певачице традиционалних песама Западне Славоније и преживеле заточенице логора Стара Градишка.